# Ernst Schütz (Sänger)
Ernst Schütz (* 5. Oktober 1935; † 22. Dezember 2020 in Mondsee) war ein österreichischer Opern- und Operettensänger (Tenor) und Schauspieler.

## Leben
Schütz erhielt seine gesangliche Ausbildung am Landeskonservatorium Graz bei Dino Halpern. Er gab sein Debüt 1962 am Stadttheater Graz, wo er bis 1964 blieb. Dann ging er an das Theater am Gärtnerplatz in München.
Er sang unter anderem Jacquino in Fidelio, David in den Meistersingern von Nürnberg, Brighella in Ariadne auf Naxos und Rodrigo in Othello. 1966 kam er nach Wien. Schütz wurde hier vor allem Operetteninterpret und war bis 1972 am Raimundtheater engagiert. Danach gastierte er von Wien aus bis gegen Ende der 1980er Jahre an zahlreichen österreichischen und deutschen Theatern. Er sang bekannte Partien aus Werken von Franz Lehár, Emmerich Kálmán, Johann Strauß, Carl Millöcker und anderen Operettenkomponisten.
Schütz wirkte auch in einigen Fernseh- und Filmproduktionen mit. 1972 war er Hauptdarsteller von Franz Antels Filmkomödie Außer Rand und Band am Wolfgangsee.

## Filmografie
- 1964: Die lustigen Weiber von Windsor
- 1966: Boccaccio
- 1967: Der Vogelhändler
- 1970: Der Vetter aus Dingsda
- 1972: Außer Rand und Band am Wolfgangsee
- 1972: Boccaccio